# 60 Wall Street
60 Wall Street – wieżowiec w Nowym Jorku, w USA. Budynek ma 227,1 metrów wysokości i stanowi dwudziesty czwarty pod względem wysokości wieżowiec w mieście. Liczy 56 kondygnacji.
Powierzchnia całkowita wszystkich pomieszczeń wynosi 160 000 m². Zaprojektowała go firma Kevin Roche John Dinkeloo&Associates.